# Euspondylus
Euspondylus is een geslacht van hagedissen uit de familie Gymnophthalmidae.

## Naamgeving
De groep werd voor het eerst wetenschappelijk beschreven door Johann Jakob von Tschudi in 1845. Er zijn tien soorten, inclusief de pas in 2015 wetenschappelijk beschreven soort Euspondylus paxcorpus. Vroeger was het soortenaantal hoger, maar een aantal voormalige soorten wordt tegenwoordig tot het geslacht Proctoporus gerekend.

## Verspreidingsgebied
Alle soorten komen voor in delen van noordelijk Zuid-Amerika, vijf soorten zijn endemisch in Peru en drie soorten komen alleen voor in Venezuela.

## Soortenlijst
| Soorten uit het geslacht Euspondylus | Soorten uit het geslacht Euspondylus    | Soorten uit het geslacht Euspondylus |
| ------------------------------------ | --------------------------------------- | ------------------------------------ |
| Naam                                 | Auteur                                  | Verspreidingsgebied                  |
| Euspondylus acutirostris             | Peters, 1863                            | Venezuela                            |
| Euspondylus auyanensis               | Myers, Rivas & Jadin, 2009              | Venezuela                            |
| Euspondylus caideni                  | Köhler, 2003                            | Peru                                 |
| Euspondylus guentheri                | O’Shaughnessy, 1881                     | Ecuador, mogelijk in Peru            |
| Euspondylus josyi                    | Köhler, 2003                            | Peru                                 |
| Euspondylus maculatus                | Tschudi, 1845                           | Ecuador, Peru                        |
| Euspondylus monsfumus                | Mijares-Urrutia, Señaris & Arends, 2001 | Venezuela                            |
| Euspondylus nellycarrillae           | Köhler & Lehr, 2004                     | Peru                                 |
| Euspondylus paxcorpus                | Doan & Adams, 2015                      | Peru                                 |
| Euspondylus simonsii                 | Boulenger, 1901                         | Peru                                 |